# Biharnagybajom
Biharnagybajom è un comune dell'Ungheria di 3.020 abitanti (dati 2001). È situato nella contea di Hajdú-Bihar.
È menzionato per la prima volta nel 1215 ed era composto da due villaggi distinti, Nagybajom e Kisbajom. Nel comune è attiva una fonte termale con l'acqua che sgorga a 49 °C  .